# Verbascum subvacillans
Verbascum subvacillans är en flenörtsväxtart som beskrevs av Karl Heinz Rechinger. Verbascum subvacillans ingår i släktet kungsljus, och familjen flenörtsväxter. Inga underarter finns listade i Catalogue of Life.